# Пєски (Псковський район)
Пєски (рос. Пески) — присілок в Псковському районі Псковської області Російської Федерації.
Населення становить 103 особи. Входить до складу муніципального утворення Завеличенська волость.

## Історія
Від 2015 року входить до складу муніципального утворення Завеличенська волость.

## Населення
| 2001 | 2002 | 2010 | 2014 |
| ---- | ---- | ---- | ---- |
| 78   | →78  | ↘69  | ↗103 |